# Bönhamns kapell
Bönhamns kapell är ett kapell anlagt av Gävlefiskarna i Nordingrå församling i Härnösands stift. Kapellet är mycket välbevarat och ett av norrlandskustens äldsta kapell.

## Historik
Fiskare från Gävletrakten använde redan under 1500-talet Bönhamn som boningsplats under sommarmånaderna och dessa fiskare uppförde också Bönhamns kapell år 1658-1659, då på ön Höglosmen, norr om Högbonden. 
I gamla handlingar står att läsa: ”Detta Kappell … upfördes av fiskare från Tårshäla under Gustav den 2dre Adålfs regering omkring 1620”. Enligt flertalet andra källor uppfördes kapellet 1658 och/eller 1659.
Kapellet flyttades i början av 1800-talet till fastlandet och återuppfördes i Bönhamn. 1886 påbörjades en grundlig renovering av kapellet som flyttades ”sirka 10 famnar” västerut, till sin nuvarande plats. Arbetet var genomfört 1895.
Grunden till fiskekapellet finns dock fortfarande kvar på Höglosmen och Bönhamns Kapellag reste 2006 en minnessten på ursprungsplatsen.